# GOLD (童子-Tのアルバム)
『GOLD』（ゴールド）は、日本のヒップホップソロMCである童子-Tのメジャー5枚目のオリジナルアルバム。発売元は、ユニバーサルミュージック。

## 収録曲
1. 雨模様
2. 雨上がり feat.竹本健一   
  - 作詞・作曲：童子-T
3. キミの夢 feat.TAKA from DEEP  
  - 作詞・作曲：童子-T / 編曲：Daisuke Kadowaki
4. Now That We Found Love 
  - 作詞・作曲：童子-T
5. 全開バンギンHEY   
  - 作詞・作曲：童子-T
6. ファイティングポーズ   
  - 作詞・作曲：童子-T
7. HEY LOVE 
  - 作詞：童子-T
8. クリスマス イブ feat.AISHA 
  - 作詞・作曲：童子-T
9. オリジナルスタイル  
  - 作詞・作曲：童子-T
10. いざ勝負! feat.TARO SOUL,“E”qual,KEN THE 390,DELI  
  - 作詞：童子-T / 作曲：813
11. 荒野   
  - 作詞・作曲：童子-T
12. Story  
  - 作詞・作曲：童子-T
13. I Need Your Love feat.Missing Link 
  - 作詞・作曲：童子-T
14. 夏の日 feat.マリア   
  - 作詞・作曲：童子-T
15. Z魂   
  - 作詞：MC仁義 / 作曲：G.M-KAZ
16. ラヴィン・ユー (remix) (Bonus Track)  
  - 作詞：清水翔太